# Cykling vid olympiska sommarspelen 1912

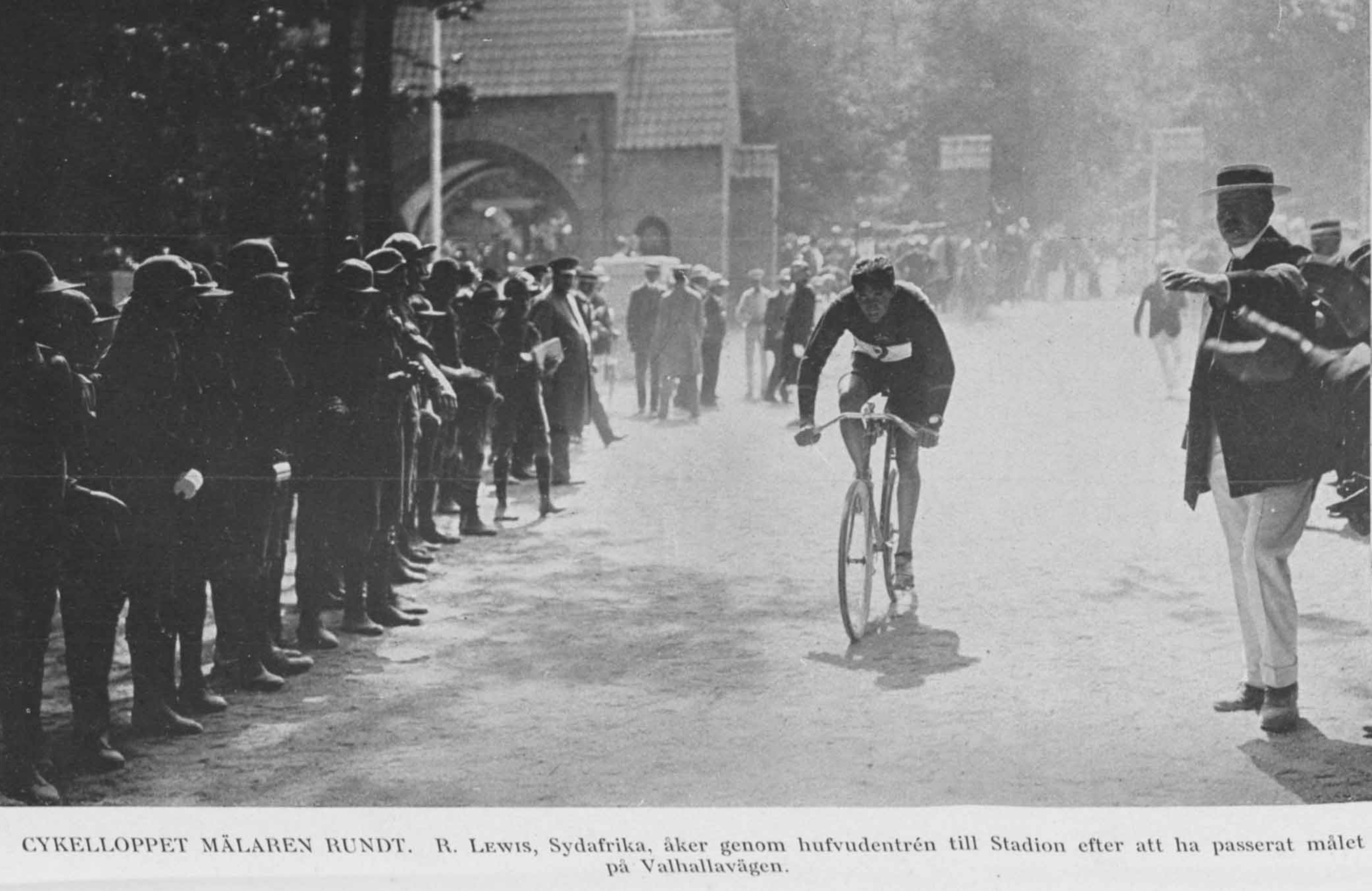
Segraren Rudolph Lewis vid målgången.

Cykling under olympiska sommarspelen 1912 i Stockholm innehöll två grenar inom landsvägscyklingen, individuellt tempolopp Mälaren runt, 320 km, samt en lagtävlan där tiderna sammanräknades för de fyra främsta från varje nation i det individuella loppet. Endast herrar tävlade. För första och enda gången fanns bancykling inte med på det olympiska cykelprogrammet.

## Resultat
2 olika grenar arrangerades och avgjordes i landsvägscykling.

### Medaljtabell
| Pl.   | Nation         | Guld | Silver | Brons | Totalt |
| ----- | -------------- | ---- | ------ | ----- | ------ |
| 1     | Sydafrika      | 1    | 0      | 0     | 1      |
| 1     | Sverige        | 1    | 0      | 0     | 1      |
| 3     | Storbritannien | 0    | 2      | 0     | 2      |
| 4     | USA            | 0    | 0      | 2     | 2      |
|       |                |      |        |       |        |
| Total | Total          | 2    | 2      | 2     | 6      |

## Deltagande länder
Totalt deltog 123 cyklister från 16 olika länder:
- Österrike (6)
- Belgien (1)
- Böhmen (5)
- Kanada (2)
- Chile (4)
- Danmark (8)
- Finland (5)
- Frankrike (12)
- Tyskland (11)
- Storbritannien (26)
- Ungern (5)
- Norge (6)
- Ryssland (10)[2]
- Sydafrika (1)
- Sverige (12)
- USA (9)

## Medaljörer
| Event                                                | Guld                                                     | Silver                                                                       | Brons                                                      |
| Herrarnas landsvägslopp Detaljer...                  | Rudolph Lewis Sydafrika                                  | Frederick Grubb Storbritannien                                               | Carl Schutte USA                                           |
| Herrarnas nationstävling i landsvägslopp Detaljer... | Sverige Erik Friborg Ragnar Malm Axel Persson Algot Lönn | Storbritannien Frederick Grubb Leonard Meredith Charles Moss William Hammond | USA Carl Schutte Alvin Loftes Albert Krushel Walter Martin |